# Dudu (Akkad)
Dudu war von etwa 2195 bis 2174 v. Chr. König von Akkad. Dudu übernahm das von seit Šar-kali-šarri vorkommenden Gutäereinfällen geschwächte Reich und stabilisierte dieses. Er konnte auch einige Feldzüge in die Regionen um Girsu und Umma sowie nach Elam durchführen. Von ihm sind mehrere Siegelinschriften und Votivgaben gefunden worden.